# ميغيل فيلالتا
ميغيل فيلالتا (بالإسبانية: Miguel Villalta)‏ هو مدرب كرة قدم ولاعب كرة قدم بيروفي في مركزي الدفاع وقلب الدفاع، ولد في 16 يونيو 1981 في Surco District, Huarochirí ‏ في بيرو. شارك مع منتخب بيرو لكرة القدم. أما مع النوادي، فقد لعب مع خوان أوريتش وسيينسيانو ونادي سبورتينغ كريستال ونادي ميلغار أريكيبا.

## وصلات خارجية
- ميغيل فيلالتا على موقع قاعدة بيانات كرة القدم.إي يو (الإنجليزية)
- ميغيل فيلالتا على موقع ناشيونال فوتبول تيمز (الإنجليزية)
- ميغيل فيلالتا على موقع Soccerway.com (الإنجليزية)